# Franz Süßmann
Franz Süßmann (* 27. April 1926; † 23. Februar 1987 in Schrobenhausen) war ein deutscher Fußballspieler. Der Torhüter absolvierte in der damals erstklassigen Fußball-Oberliga Süd von 1947 bis 1958 bei den Vereinen Schwaben beziehungsweise BC Augsburg insgesamt 243 Ligaspiele.

## Laufbahn
Der Torhüter Franz Süßmann kam zur Saison 1947/48 vom FC Schrobenhausen zu den Lila-Weißen von Schwaben Augsburg in die Oberliga Süd. Trainer Hans „Bumbes“ Schmidt vertraute in der Hinrunde auf Jānis Bebris im Tor der Schwaben und der Neuzugang kam erst am Nachholspieltag, den 1. Februar 1948, beim Auswärtsspiel gegen den VfB Stuttgart zu seinem Oberligadebüt. Das Spiel wurde zwar mit 1:2 Toren verloren, dennoch kam Süßmann im Verlauf der Rückrunde auf insgesamt 17 Einsätze. Schwaben Augsburg belegte mit den Leistungsträgern Georg Lechner senior, Wilhelm Dziarstek und Wilhelm Struzina am Rundenende den zehnten Rang.
Ab seinem zweiten Jahr bei den Schwaben, 1948/49, war Süßmann die unangefochtene Nummer eins im Tor und fehlte in vier Runden in Folge in keinem Punktspiel. Den Abstieg in der Saison 1951/52 unter Trainer Emil Melcher konnte der Rückhalt der Abwehr aber auch nicht verhindern. Gemeinsam mit dem Mannheimer Stadtteilklub VfL Neckarau stieg Schwaben Augsburg 1952 in die 2. Liga Süd ab. Im zweiten Jahr in der 2. Liga, 1953/54, gelang der Meisterschaftsgewinn und damit die Rückkehr in die Oberliga zur Runde 1954/55. Im dritten Jahr nach der Oberligarückkehr, 1956/57, stieg Süßmann mit den Schwaben punktgleich mit den Stuttgarter Kickers und ein Punkt weniger als der Lokalrivale BC Augsburg erneut in die 2. Liga ab. Sein letztes Oberligaspiel mit Schwaben Augsburg absolvierte Süßmann am 28. April 1957 bei einer 0:3-Niederlage bei Eintracht Frankfurt. Nach insgesamt 221 Oberligaspielen für Schwaben Augsburg wechselte er nach dem Abstieg zur Saison 1957/58 zum Lokalrivalen BCA und verblieb damit in der Oberliga Süd.
An der Seite von Ulrich Biesinger und Helmut Haller absolvierte er nochmals 22 Oberligaspiele und belegte mit der Mannschaft aus dem Rosenaustadion den zwölften Rang. Seine Oberligalaufbahn beendete er am Schlusstag, den 14. April 1958, bei einer 1:5-Heimniederlage gegen den Meister Karlsruher SC. Vor 22.000 Zuschauern erzielten Antoine Kohn (3) und Heinz Beck (2) die Tore der offensivstarken Gäste.
Die Spiele im Wettbewerb um den Länderpokal 1949/50 wurden zu einem Höhepunkt in der sportlichen Laufbahn des Torhüters von Schwaben Augsburg. Er hütete im Halbfinale am 22. Januar 1950 in München vor 30.000 Zuschauern das Tor der Auswahl von Bayern. Beim 6:2-Erfolg gegen Niedersachsen bildete er zusammen mit Jakob Streitle, Herbert Moll, Franz Hammerl, Oskar Hilner und Richard Gottinger die Defensive der siegreichen Bayernauswahl. Die niedersächsischen Offensivkräfte um Hans Haferkamp, Fritz Apel, Adolf Vetter, Walter Schemel und Ernst-Otto Meyer konnten sich nicht entscheidend durchsetzen. Das Finalspiel fand am 19. März 1950 in Stuttgart vor 89.000 Zuschauern gegen die Pfalz statt. Durch zwei Tore des Fürther Mittelstürmers Horst Schade gewann Bayern mit Torhüter Franz Süßmann den Länderpokal 1949/50. Das Fehlen des verletzten Spielmachers Fritz Walter auf Seiten der Pfalz half dabei mit, dass die Defensivformation der Bayern-Elf mit Süßmann, Georg Pledl, Ludwig Merz, Gunther Baumann, Jakob Streitle und Herbert Moll ohne Gegentor blieb.